# ويل هودجكينسون
ويل هودجكينسون (بالإنجليزية: Will Hodgkinson)‏ هو صحفي الموسيقى بريطاني، ولد في القرن العشرين.